# Believe (альбом Димы Билана)
«Believe» (рус. Верь)— пятый студийный и первый англоязычный альбом российского поп-певца Димы Билана, выпущенный в мае 2009 года на лейбле «Universal». Альбом записывался в Лос-Анджелесе, Майами и Филадельфии в сотрудничестве с музыкальными продюсерами Тимбалендом и Джимом Бинзом .
Альбом вышел накануне финала конкурса песни «Евровидение» в Москве 15 мая.
Альбом «Believe» — победитель ZD Awards 2009 в номинации "Альбом года".

## Список композиций

### Оригинальное издание
| №   | Название                                              | Музыка                         | Длительность |
| --- | ----------------------------------------------------- | ------------------------------ | ------------ |
| 1.  | «Automatic Lady» (Автоматическая леди)                | Джим Бинз                      | 3:21         |
| 2.  | «Don’t Leave» (Не уходи)                              | Джим Бинз                      | 3:57         |
| 3.  | «Amnesia» (Амнезия)                                   | Джесси Маккартни/Теддер, Райан | 3:36         |
| 4.  | «Number one fan» (Главный фанат)                      | Джим Бинз                      | 3:06         |
| 5.  | «Believe» (Поверь)                                    | Джим Бинз/Дима Билан           | 3:00         |
| 6.  | «Lonely» (Одинокий)                                   | Джим Бинз/Павел Максимов       | 3:32         |
| 7.  | «Mistakes» (Ошибки)                                   | Джим Бинз                      | 3:50         |
| 8.  | «Lady» (Леди)                                         | Антон Шаплин                   | 3:38         |
| 9.  | «Anything For Love» (Всё что угодно ради любви)       | Джим Бинз                      | 3:34         |
| 10. | «Porque Aún Te Amo» (Потому что я ещё люблю тебя)     | Руди Перес                     | 3:22         |
| 11. | «In Circles» (По кругу)                               | Джим Бинз                      | 4:07         |
| 12. | «Between The Sky And Heaven (Remix)» (На берегу неба) | Чарли Хайп                     | 3:46         |
| 13. | «Это Была Любовь (Remix)»                             | Чарли Хайп                     | 3:57         |
| 14. | «Lady (Voguesound Mix)»                               | Вячеслав Лунгу                 | 4:22         |
| 15. | «Lady (Opera Club Mix)»                               | DJ Karpekin                    | 3:48         |

Дополнительные треки (в новой обработке) в специальных изданиях:
1. "Take Me With You"
2. "Lady Flame"